# Lada Badurina
Lada Badurina (1962.), hrvatska jezikoslovka. Diplomirala hrvatski jezik i književnosti u Rijeci 1985. Doktorirala na Filozofskom fakultetu u Zagrebu s temom »Rečenica i interpunkcija« 1997.
Zaposlena je na Filozofskom (ranije Pedagoškom) fakultetu Sveučilišta u Rijeci (od 1987.), danas redovita profesorica. Predaje na poslijediplomskim studijima sveučilištā u Rijeci, Zagrebu i Zadru te sudjeluje u izvedbi poslijediplomskih programa Sveučilišta u Ljubljani. Bila je vanjska suradnica Sveučilišta u Trstu, gostujuća profesorica na Sveučilištu u Ljubljani i na katedrama za kroatistiku poljskih sveučilišta (Varšava, Krakow, Poznan, Katowice).

## Djela
- 1. Između redaka: Studije o tekstu i diskursu, Rijeka, 2008. (monografija).
- 2. Hrvatski pravopis (s I Markovićem i K. Mićanovićem), Matica hrvatska, Zagreb, 2007. (priručnik)
- 3. Raslojavanje jezične stvarnosti (s Marinom Kovačević), Rijeka, 2001. (monografija).
- 4. Kratka osnova hrvatskoga pravopisanja: Metodologija rada na pravopisu, Rijeka, 1996. (monografija).